# Filarco (historiador)
Filarco foi um escritor e historiador da Grécia Antiga que teve seus trabalhos e obras perdidos. Antes disso, o conteúdo produzido por ele foi muito aproveitado por outros historiadores que contribuíram em suas épocas e tiveram seus textos conservados.

## Vida
Filarco foi contemporâneo de Arato, durante o século III a.C. Seu local de nascimento permanece duvidoso. De acordo com Suda, conhecida como a primeira enciclopédia da humanidade, três cidades aparecem como possíveis cidades de origem: Atenas, na Grécia; Náucratis, no Egito; e Sicião, também na Grécia. Ateneu, outro escritor da Grécia Antiga, costumava mencionar que Filarco havia nascido em Atenas ou Náucratis. Acredita-se que a segunda seja sua verdadeira cidade natal e que, depois, ele se mudou para a capital grega, onde passou a maior parte de sua vida. 
Também não há certeza sobre o período de vida de Filarco. O geógrafo e historiador Políbio cita, em suas obras, que ele viveu na mesma época que Arato e, por isso, ambos trataram de assuntos similares em suas produções individuais. Arato, nascido em Sicião, viveu entre os anos 271 e 213 a.C..

## Influência
A atuação de Filarco como historiador foi muito criticada por Políbio, que reclamava de uma espécie de favorecimento feito por Filarco a Cleômenes III, rei de Esparta, e de menosprezo por Arato e pela liga dos Aqueus. É incerta a fundamentação utilizada, mas as críticas podem estar ligadas ao fato de que Políbio defendia Arato e seu grupo político, e depreciava Cleômenes III. Mesmo assim, ele não foi o único a acusar a parcialidade de Filarco. O também escritor Plutarco, criador da obra Vidas Paralelas, foi outro que contestou os textos de Filarco. 
Mesmo assim, acredita-se que Plutarco e Pompeu Trogo, escritor do século I a.C., tenham utilizado o que foi escrito por Filarco. Exemplo disso está presente no capítulo de Vidas Paralelas em que Plutarco fala sobre o cotidiano do rei Cleômenes III.

## Estilo
O estilo de Filarco foi fortemente censurado por Políbio, que o acusava de escrever história apenas pelo efeito dos textos, além de incentivar sentimentos exagerados de seus leitores com uma narrativa baseada em violência e terror. Essas características podem ser observadas nas poucas produções de Filarco que sobreviveram ao passar do tempo. Entretanto, a necessidade dos cortes feitos por Políbio ainda é questionável, já que este não escrevia com o mesmo caráter criativo e imaginário utilizado por Filarco. Alguns caracterizam o trabalho de Filarco como ambicioso e, de certa forma, oratório e declamatório. Ao mesmo tempo, as criações eram vivas, atraentes e retratavam as situações de forma animada e vívida. 
Por outro lado, Filarco é visto pelo crítico literário Dionísio de Halicarnasso como negligente em sua combinação de palavras. Um exemplo de seu estilo pode ser apresentado com um trecho do livo XXII:
| "Ptolomeu II, rei do Egito, o mais admirável de todos os princípios e os homens mais sábios e magnânimos, estava tão enganado e corrompido por sua luxúria desenfreada de sonho realmente acha que ele teria vivido para sempre, e disse que só ele tinha descoberto como se tornar imortal. E uma vez que, depois de ser atormentado pela gota durante muitos dias, quando, finalmente, ser um pouco "melhor, ele viu de sua janela alguns egípcios que estavam almoçando na praia e eles comeram tudo o que tinha antes, encontrando-se aleatoriamente na areia," Oh , desgraçado que sou! " Ela disse, "porque eu não sou um desses homens!" » |

(Ateneo, XII, 536de.)

## Trabalhos reconhecidos
A Suda credita Filarco pelos seguintes seis trabalhos escritos:
- Histórias (Iστoριαι), em 28 livros, considerada a parte escrita mais importante da carreira de Filarco. Esta produção é descrita na Suda como: "A expedição de Pirro de Epiro contra Peloponeso em 28 livros; se resume a Ptolomeu III do Egito - chamado de Evérgeta e, no final, de Berenice - e Cleômenes, o espartano, contra quem Antígono Dóson declarou guerra". Sobre a expedição de Pirro, Filarco pouco descreve o acontecido - ocorreu em 272 a.C.. A morte de Cleômenes ocorre em 220 a.C., indicando que a obra tratou de acontecimentos separados por 52 anos. Pelas poucas partes que foram preservadas, acredita-se que Filarco tenha começado a escrever em data próxima à da morte de Alexandre, o Grande (323 a.C.). Ao analisar os fragmentos, percebe-se que FIlarco não tratou apenas da história da Grécia e da Macedônia, mas também do Antigo Egito, de Cirene (na atual Líbia) e de outras regiões da época. Quanto aos gregos, o principal foco foi dado ao rei Cleômenes e os espartanos.
- A história de Antiochus e Eumenes de Pérgamo (Tα κατα τoν Aντιoχoν και τoν Περγαμηνoν Eυμενη). Provavelmente parte de um trabalho precedente. Isso pelo fato de que a guerra entre Eumenes I e Antíoco I não teve relevância histórica suficiente; e a guerra entre Eumenes II e Antíoco III, o Magno, foi após o período de vida de Filarco (190 a.C.).
- Epítome do mito da aparição de Zeus, citada pela Suda como obra dividida em duas partes: o título geral era Epitome mythike, e a primeira parte foi chamada de Peri tes tou Dios epiphaneias.
- Sobre descobertas
- Digressões
- Agrapha, não citada pela Suda, apenas por Élio Aristides.